# Chwytak do bel

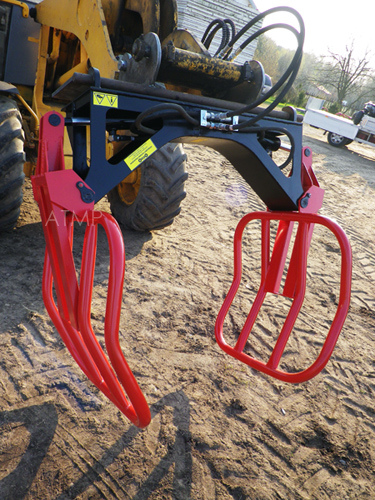
Chwytak do bel

Chwytak do bel, chwytak do balotów – maszyna rolnicza.
Służy do przenoszenia bel, balotów czy sianokiszonki (na miejsce składowania, załadunku lub umieszczania na owijarce do bel). Montowany jest na wszelkiego rodzaju ładowarkach, mini-ładowarkach oraz ładowaczach czołowych (producenci oferują wykonanie chwytaka z dowolnie wybranym mocowaniem do posiadanej maszyny: JCB, CAT, KMM i inne).
Chwytaki do bel posiadają jeden lub dwa siłowniki hydrauliczne. Konstrukcja maszyny gwarantuje bezpieczny transport balotów owiniętych folią. Chwytak nie uszkadza folii podczas dostawiania do siebie bel sianokiszonki. Chwytaki wykonane są z okrągłych, grubościennych rur.
Minimalny rozstaw ramion wynosi ok. 900 mm (w zależności od producenta), a maksymalny rozstaw ok. 1600 mm (w zależności od producenta). Waga chwytaka zazwyczaj nie przekracza 200 kg.